# IC 1870
IC 1870 је спирална галаксија у сазвјежђу Еридан која се налази на листи објеката дубоког неба у Индекс каталогу.
Деклинација објекта је - 2° 20' 48" а ректасцензија 2h 57m 53,5s. Привидна величина (магнитуда) објекта IC 1870 износи 13,2 а фотографска магнитуда 13,8. Налази се на удаљености од 19,1 милиона парсека од Сунца. IC 1870 је још познат и под ознакама MCG -1-8-20, UGCA 46, KUG 0255-025, IRAS 02553-0232, PGC 11202.